# Osmose Productions
Osmose Productions je nezávislé francouzské hudební vydavatelství založené v roce 1991 tehdy třiadvacetiletým Hervé Herbautem a jeho přítelkyní. Hervé měl zpočátku vydavatelství jako hobby a po jeho založení si ještě po dobu tří let podržel zaměstnání sociálního pracovníka.
Na vydaných nahrávkách používá katalogové číslo začínající písmeny OP.
Firma vydává zejména black metal, death metal, industrial a dark ambient. První deskou vydanou pod křídly Osmose Productions bylo debutové album švýcarské kapely Samael Worship Him (1991).

## Kapely
Seznam vybraných kapel, jejichž desky vyšly u Osmose Productions:
- Absu
- Angelcorpse
- Anorexia Nervosa
- Antaeus
- Arkhon Infaustus
- Benighted
- Bewitched
- Blasphereion
- Dark Tranquillity
- Disastrous Murmur
- Enslaved
- Exmortem
- Extreme Noise Terror
- Gehennah
- Houwitser
- Immortal
- Impaled Nazarene
- Marduk
- Master's Hammer
- Masacre
- Minenwerfer
- Mystifier
- Necromantia
- Ondskapt
- Pan.Thy.Monium
- Pyogenesis
- Rok
- Rotting Christ
- Sadistik Exekution
- Samael
- Seth
- Shining
- Tsatthoggua
- Vital Remains
- Yyrkoon